# Julius Leopold Pagel
Julius Leopold Pagel (ur. 29 maja 1851 w Polanowie, zm. 30 stycznia 1912 w Berlinie) – niemiecki lekarz i historyk medycyny.

## Życiorys
Pagel ukończył gimnazjum w Słupsku i studiował na Uniwersytecie w Berlinie. Doktorem medycyny został w 1875 roku. W 1876 rozpoczął praktykę lekarską w Berlinie, habilitował się w 1891 roku, w 1898 roku został profesorem. Od 1885 roku Pagel był współedytorem Biographisches Lexikon der Hervorragenden Ärzte Aller Zeiten und Völker Augusta Hirscha. Redagował też „Deutsche Ärzte-Zeitung” i Biographisches Lexikon Hervorragender Ärzte des Neunzehnten Jahrhunderts (Berlin-Wiedeń 1901). Od 1899 roku pracował nad działem historycznym w „Jahresbericht über die Leistungen und Fortschritte in der Gesammten Medizin” Rudolfa Virchowa.
Pagel należał do berlińskiego towarzystwa literackiego Mittwochsgesellschaft, założonego w 1824 roku przez Juliusa Eduarda Hitziga.
Jego syn Walter Pagel (1898–1983) był lekarzem patologiem i historykiem medycyny.

## Prace
- Die Anatomie des Heinrich von Mondeville. Berlin 1889
- Die Chirurgie des Heinrich von Mondeville. Berlin 1892
- Die Angebliche Chirurgie des Joh. Mesuë. Berlin, 1893
- Medizinische Deontologie. Berlin, 1896
- Neue litterarische Beiträge zur mittelalterlichen Medicin. Berlin: Reimer, 1896
- Die Entwickelung der Medicin in Berlin von den ältesten Zeiten bis auf die Gegenwart: eine historische Skizze; Festgabe für die Mitglieder und Theilnehmer des 15. Congresses für Innere Medizin. Wiesbaden: Bergmann, 1897.
- Geschichte der Medizin Berlin: Karger, 1898
- Medizinische Encyclopädie und Methodologie. Berlin, 1899
- Biographisches Lexikon hervorragender Ärzte des neunzehnten Jahrhunderts. Berlin-Wien, Urban & Schwarzenberg, 1901
- Handbuch der Geschichte der Medizin. Jena: Fischer, 1902–1905
- Zeittafeln zur Geschichte der Medizin. Berlin: Hirschwald, 1908